# ショアハム (スループ)
ショアハム (HMS Shoreham) はイギリス海軍のスループ。ショアハム級。

## 艦歴
1929年9月23日発注。1929年12月19日にチャタム工廠で起工。1930年11月22日に進水し、1931年11月2日に竣工した。
就役後は修理、改修の期間を除いて第二次世界大戦の勃発までの間ペルシャ湾で活動した。
第二次世界大戦が始まっても「ショアハム」はペルシャ湾で活動し、哨戒や船舶の臨検に従事した。5月、紅海へ移動。1940年6月10日のイタリアの参戦により、紅海のイギリス海軍部隊はイタリアの紅海艦隊と戦うこととなった。 1940年6月18日、イタリア潜水艦「ガリレオ・ガリレイ」を発見して爆雷攻撃を実施し、その後トローラー「ムーンストーン (Moonstone)」に追跡を引き継いだ。6月23日、「ショアハム」、駆逐艦「カルトゥーム」、「キングストン」はイタリア潜水艦「エヴァンジェリスタ・トリチェリ」を損傷させる。6月23日、ペリム島沖で再び「エヴァンジェリスタ・トリチェリ」を発見するが、砲撃を受けて撃退された。「エヴァンジェリスタ・トリチェリ」はその後「キングストン」などと交戦し、沈んだ。
8月3日、イタリア軍がイギリス領ソマリランドへ侵攻。イギリス軍は陣地を維持できなくなり、イギリス軍をベルベラから撤退させることが決定された。撤退は8月14日に開始され、「ショアハム」もそれに参加。8月19日に撤退は完了した。
1941年5月23日、ペリム島付近で「ショアハム」はマッサワから出航したドイツ商船「Oder」を捕捉。「Oder」は自沈した。1941年4月から5月にかけてボンベイで修理を行い、それからペルシャ湾へ移動。1941年8月25日、イギリスとソ連はイランへ侵攻した。「ショアハム」の任務はアーバーダーンを攻撃し、製油所奪取を任務とする第24インド歩兵旅団の上陸を援護することであった。上陸は奇襲となり、「ショアハム」は港内に停泊していたイランのスループ「パラング」を沈めた。イラン侵攻が終わると、「ショアハム」は紅海に戻り、スエズで防空警備艦となった。1942年1月にはコロンボを拠点とする東洋艦隊に移った。1942年10月から1943年2月までボンベイで修理を行い、それから地中海に移ってレバント管区に加わった。
1943年7月10日、「ショアハム」はハスキー作戦（シチリア島侵攻）に参加。9月には東洋艦隊に戻りインド西岸で船団護衛に従事した。1944年3月から6月までケープタウンで修理を行い、その後は東洋艦隊に戻ってインド東岸で船団護衛に従事した。1945年1月2日、ライトニング作戦（アキャブ上陸）に参加。「ショアハム」は第3コマンド旅団の上陸を援護した。 1945年4月、ダーバンで修理。以降戦争終結まで護衛任務に従事した。
戦争終結後「ショアハム」はペルシャ湾へ移され、1946年7月までそこで活動。それからイギリスへと向かった。1946年11月4日に売却され、民間船「Jorge F El Joven」となった。1950年11月からゼーブルッヘで解体された。